# Archid
Archid (węg. Szilágyerked) – wieś w Rumunii, w okręgu Sălaj, w gminie Coșeiu. W 2011 roku liczyła 465 mieszkańców.